# Tour della nazionale maschile di rugby a 15 dell'Australia 2012
Nel 2012 l'Australia è impegnata in Europa nel suo primo tour dopo la conquista del terzo posto alla Coppa del Mondo di rugby 2011 in Nuova Zelanda.
Sono in programma quattro test match, uno in Francia, uno in Italia e due nelle Isole britanniche, contro Inghilterra e Galles.
Il primo incontro, allo Stade de France, ha visto i Bleus prevalere grazie a una grande prestazione all'apertura di Frédéric Michalak, richiamato in Nazionale del 2012 dal nuovo C.T. Philippe Saint-André dopo essere stato sostanzialmente accantonato nel 2010 da Marc Lièvremont.
I francesi si sono imposti 33-6 grazie a tre mete trasformate, tre calci piazzati e un drop contro i due piazzati di Harris per gli australiani.

## Risultati
| Arbitro: | Nigel Owens |

|                                        |      |                 |
| 13' Picamoles, 55' Fofana, 65' tecnica | mt   |                 |
| 13', 55' e 65' Michalak                | tr   |                 |
| 5' e 37' Michalak, 76' Parra           | c.p. | 9' e 22' Harris |
| 40' Michalak                           | drop |                 |

| Arbitro: | Romain Poîte |

|                     |      |                            |
| 39' M. Tuilagi      | mt   | 35' Cummins                |
| 3', 24' e 34' Flood | c.p. | 31', 44', 50' e 54' Barnes |
|                     | drop | 13' Barnes                 |

| Arbitro: | Lourens v.d. Merwe |

|                            |      |                                      |
| 41' R. Barbieri            | mt   | 11' Cummins                          |
| 41' Orquera                | tr   | 11' Barnes                           |
| 3', 33', 49' e 54' Orquera | c.p. | 6', 15'. 24' e 27' Barnes, 29' Beale |

| Arbitro: | Wayne Barnes |

|                               |      |                     |
|                               | mt   | 80' Beale           |
| 18', 23', 55' e 60' Halfpenny | c.p. | 15', 27'e 36' Beale |